# Bezdan
Bezdan (en serbe en écriture cyrillique : Бездан ; en hongrois : Bezdán) est une localité de Serbie située dans la province autonome de Voïvodine et sur le territoire de la ville de Sombor, district de Bačka occidentale. Au recensement de 2011, elle comptait 4 569 habitants.
Bezdan est officiellement classé parmi les villages de Serbie[pas clair].

## Histoire
Mentionné pour la première fois en 1341 sous le nom de Betsan, le village est détruit au cours de l'invasion ottomane au 16e siècle. En vertu de la Loi de Habsbourg s'y installent dans les années 1920 Hongrois, Polonais, Tchèques et Allemands. Le 3 novembre 1944 122 hommes hongrois du village sont fusillés dans une ferme par des partisans communistes.

## Démographie

### Évolution historique de la population
| 1948  | 1953  | 1961  | 1971  | 1981  | 1991  | 2002  | 2011  |
| ----- | ----- | ----- | ----- | ----- | ----- | ----- | ----- |
| 6 691 | 6 681 | 6 813 | 6 427 | 6 085 | 5 472 | 5 263 | 4 569 |

|  |